# مخطط هاسه

The power set of a 2-element set ordered by inclusion

في نظرية الترتيب، مخطط هاسه (بالإنجليزية: Hasse diagram)‏ هو نوع من البيانات المستعملة في الرياضيات لتمثيل مجموعة منتهية مرتبة جزئيا.
سمي هذا الرسم هكذا نسبة إلى عالم الرياضيات الألماني هيلموت هاسه.